# Гладчук Антоніна Федорівна
Антоніна Федорівна Гладчук (нар. 5 березня 1933, село Перекалі, тепер Демидівського району Рівненської області — 8 жовтня 1993, смт. Млинів Млинівського району Рівненської області) — українська радянська діячка, новатор сільськогосподарського виробництва, ланкова колгоспів Млинівського (Демидівського) району Рівненської області. Герой Соціалістичної Праці (31.12.1965). Депутат Верховної Ради СРСР 6—10-го скликань.

## Життєпис
Народилася 5 березня 1933 року в бідній селянській родині в селі Перекалі на Рівненщині. Рано залишилася без батька. Освіта середня.
У 1948—1951 роках — колгоспниця, з 1951 по 1978 рік — ланкова колгоспу імені 1-го Травня (потім — «Ленінський шлях») села Перекалі (центральна садиба у селі Княгинине) Млинівського (тепер — Демидівського) району Рівненської області. Вирощувала високі врожаї цукрових буряків.
Член КПРС з 1964 року.
З 1978 року — ланкова колгоспу «Україна» села Перекалі (центральна садиба у смт. Демидівці) Млинівського (тепер — Демидівського)  району Рівненської області.
Потім — на пенсії в смт. Млинів Млинівського району Рівненської області.

## Нагороди
- Герой Соціалістичної Праці (31.12.1965)
- два ордени Леніна (31.12.1965, 14.02.1975)
- орден Жовтневої Революції (8.04.1971)
- медаль «За трудову доблесть» (26.02.1958)
- медалі